# Mikrokvasar
En mikrokvasar är en region omkring ett svart hål med åtskilliga M☉ (solmassor) som har en "normal" stjärna som följeslagare.
Mikrokvasaren har fått sitt namn att likheterna med en kvasar, nämligen närvaron av stark och variabel radiostrålning och en ackretionsskiva runt det kompakta objektet. Hos kvasarer har det svarta hålet  miljoner solmassor, hos mikrokvasaren endast ett mindre antal solmassor. Ackretionsmassorna hos mikrokvasaren kommer från en normal stjärna och ackretionsdisken är ljusstark i både synligt ljus och röntgen.

## Några mikrokvasarer
Den första mikrokvasaren, SS 433, upptäcktes i Örnens stjärnbild 1979. Den sågs som ett unikt och exotiskt objekt tills GRS 1915+105 upptäcktes 1994, också i Örnens stjärnbild. Cygnus X-1 räknas numera också till denna fortfarande tämligen exklusiva kategori.

## Mikrokvasaren i forskningen
Mikrokvasaren ger värdefulla möjligheter att studera de relativistiska polära jetstrålar som kastas ut från ackretionsskivorna. Dessas insamlingsflöden lyser upp områden av extremt krökt rumtid kring förmenta svarta hål, och förvandlar dessa mörkaste objekten i universum till de ljusaste. Astrofysikens vanliga svarta hål finns två storlekar: dels de supermassiva svarta hål som är de avlägsna kvasarernas kraftkälla och antagligen styr galaxers bildning och framväxt av struktur i det tidiga Kosmos, dels de svarta hål av några solmassors storlek som bildas i slutet av massiva stjärnors utveckling. Medan det är ett vidsträckt omfång av massor och troligen även impulsmoment bland aktiva galaxkärnor, så bildar dessa dubbelstjärnor en anmärkningsvärt homogen uppsättning för att utgöra perfekta laboratorier att studera insamlingsflöden och relativistiska jetstrålar kring svarta hål. Eftersom ackretionens egenskaper kan antas vara tämligen skalinvarianta, så kan vi översätta data från mikrokvasarerna till deras fullvuxna kusiner.